# Dessel
Dessel es una localidad y municipio de la provincia de Amberes en Bélgica. Sus municipios vecinos son Mol y Retie. Tiene una superficie de 27,0 km² y una población en 2011 de 9.177 habitantes, siendo los habitantes en edad laboral el 63% de la población.

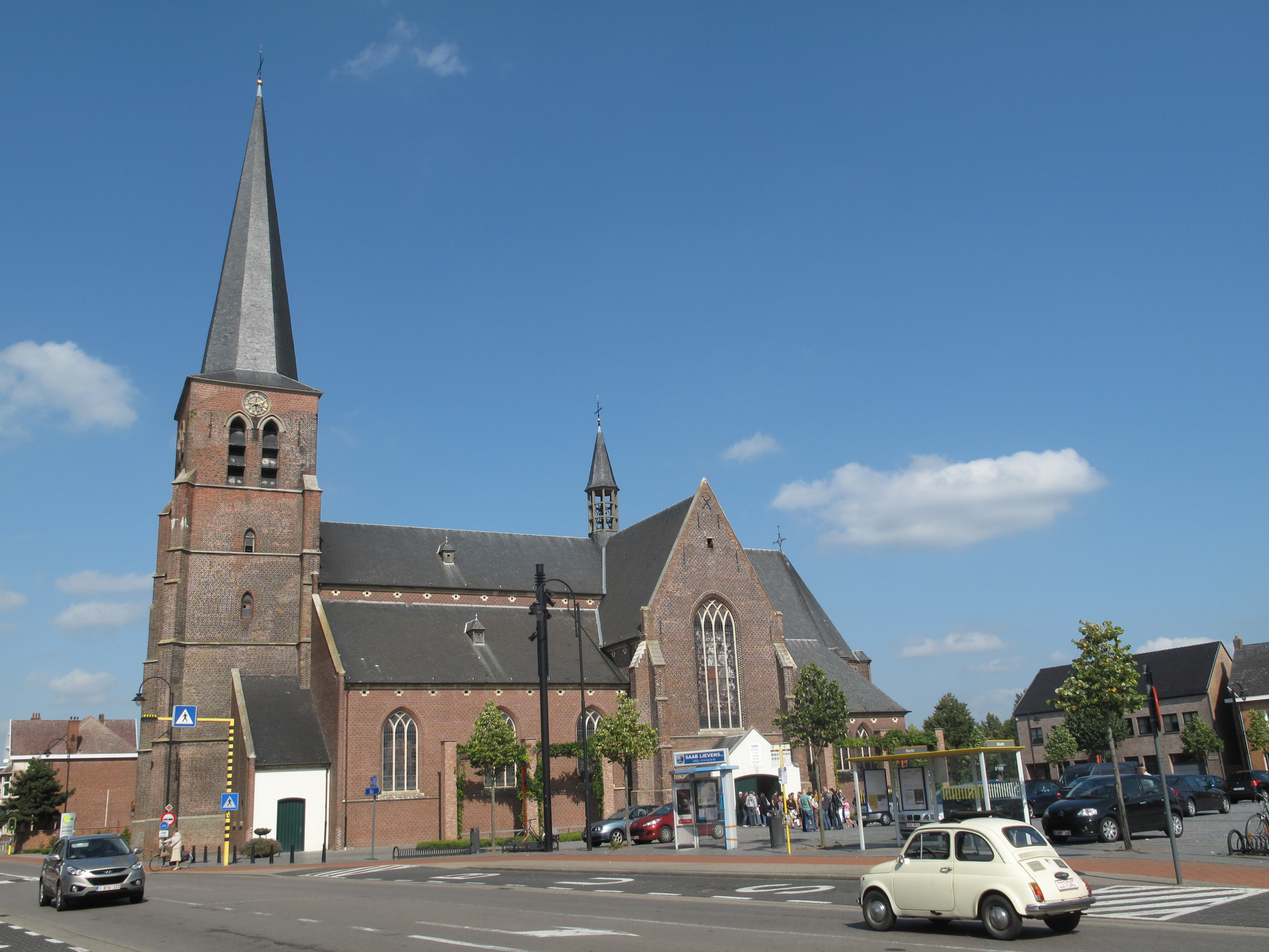
San Niklaas.

El municipio tiene una única localidad, la población de Dessel.
Un famoso evento anual en la localidad es el "Graspop Metal Meeting", un festival de música heavy metal.

## Demografía

### Evolución
Todos los datos históricos relativos al actual municipio, el siguiente gráfico refleja su evolución demográfica.
| Gráfica de evolución demográfica de Dessel entre 1846 y 2020 |
|                                                              |

## Industria nuclear
El municipio de Dessel fue seleccionado en 2006 por el gobierno belga, tras consultar a las autoridades locales y a la población, para construir la primera instalación de disposición superficial de residuos radiactivos de baja actividad en Bélgica, por lo que alberga varias instalaciones nucleares, entre ellas una planta de reprocesamiento de residuos radiactivos y una planta de fabricación de combustible para las centrales nucleares.

## Personas notables de Dessel
- Valerius Andreas, historiador, erudito y jurista.